# Dominikanska republikens damlandslag i basket
Dominikanska republikens damlandslag i basket (spanska: Selección femenina de baloncesto de la República Dominicana representerar Dominikanska republiken i basket på damsidan. Laget tog silver i centralamerikanska mästerskapet 1997 och 2003.

### Fotnoter
1. ↑  ”Women Basketball X Centrobasket 1997 Tegucigalpa (HON) - Winner Cuba” (på engelska). Sport Statistics. 19 mars 1997. Arkiverad från originalet den 4 mars 2016. https://web.archive.org/web/20160304205428/http://www.todor66.com/basketball/Centrobasket/Women_1997.html. Läst 29 juni 2015.
2. ↑  ”Women Basketball XIII Centrobasket 2003 Leon (MEX) - Winner Cuba” (på engelska). Sport Statistics. 19 mars 2003. Arkiverad från originalet den 4 mars 2016. https://web.archive.org/web/20160304072445/http://todor66.com/basketball/Centrobasket/Women_2003.html. Läst 29 juni 2015.